# Ian Ballinger
Ian Ballinger (n. 21 octombrie 1925, New Plymouth, Taranaki Region⁠(d), Noua Zeelandă – d. 24 decembrie 2008, Christchurch, Noua Zeelandă) a fost un trăgător de tir ce a reprezentat Noua Zeelandă, medaliat olimpic. A participat la 3 ediții ale Jocurilor Olimpice (1968, 1972, 1976) în care a câștigat o medalie de bronz.